# Laura Groeseneken

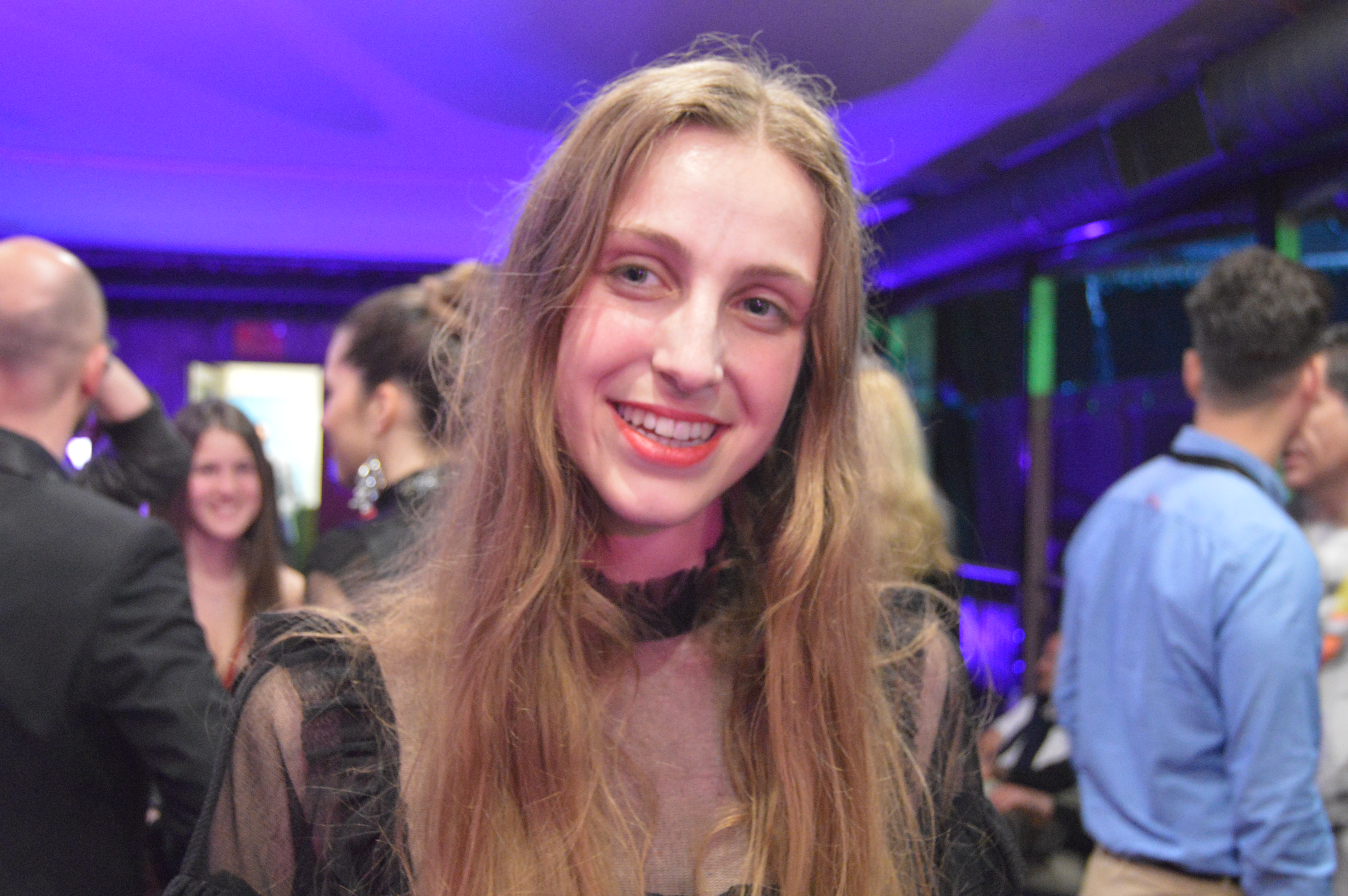
Sennek en la Eurovision Spain PreParty 2018

Laura Groeseneken (Lovaina, Región Flamenca, Bélgica, 30 de abril de 1990), más conocida como SENNEK, es una cantante, compositora, profesora de canto y decoradora belga.
Su género musical se ha definido como una combinación de soul, música electrónica y pop. Tiempo atrás perteneció al grupo de dubstep AKS.
Ya desde el año 2014, cuando se inició profesionalmente en la música, colabora regularmente con el cantante y músico Ozark Henry, con el que ha realizado numerosos proyectos y ha participado en diversos festivales del país, como el famoso Rock Werchter.
Cabe destacar que su obra más famosa es la canción "Gravity", que escribió junto al artista Alex Callier para la banda Hooverphonic de la cual él es miembro. También esta misma canción fue utilizada para la campaña mundial de la importante marca de perfumería, Cacharel.
También ha trabajado en otros proyectos como el concierto de la celebración del 50 Aniversario de la saga James Bond.
Actualmente está lanzando sus temas bajo el nombre artístico de SENNEK y se encuentra trabajando en la creación de su primer álbum debut, con la ayuda del percusionista Dominic Howard de la banda británica de rock Muse.
Además ejerce de profesora de canto en el conservatorio Het Depot de su ciudad natal, compagina su carrera profesional con la moda y el arte vikingo y también se encarga del merchandising visual de IKEA.
El 28 de septiembre de 2017 fue elegida por la cadena pública de radiodifusión nacional Vlaamse Radio- en Televisieomroep (VRT), para representar a Bélgica en el Festival de la Canción de Eurovisión 2018, el cual, tras la victoria del luso Salvador Sobral, se celebró en el Altice Arena de Lisboa. Laura acabó 31ª al no clasificarse para la final en Eurovision, quedando 12.ª en la primera semifinal.
Sennek tiene 4 singles “Kaleidoscope”, “Butterfly”, “A Matter Of Time” y "Endlessly".